# Репино (Владимирская область)
Репино — населенный пункт в Меленковском районе Владимирской области. Входит в состав Тургеневского сельского поселения.

## Природные ресурсы
В окрестностях деревни произрастает широкое разнообразие видов сосудистых растений. Населенный пункт окружен смешанными лесами.

## История

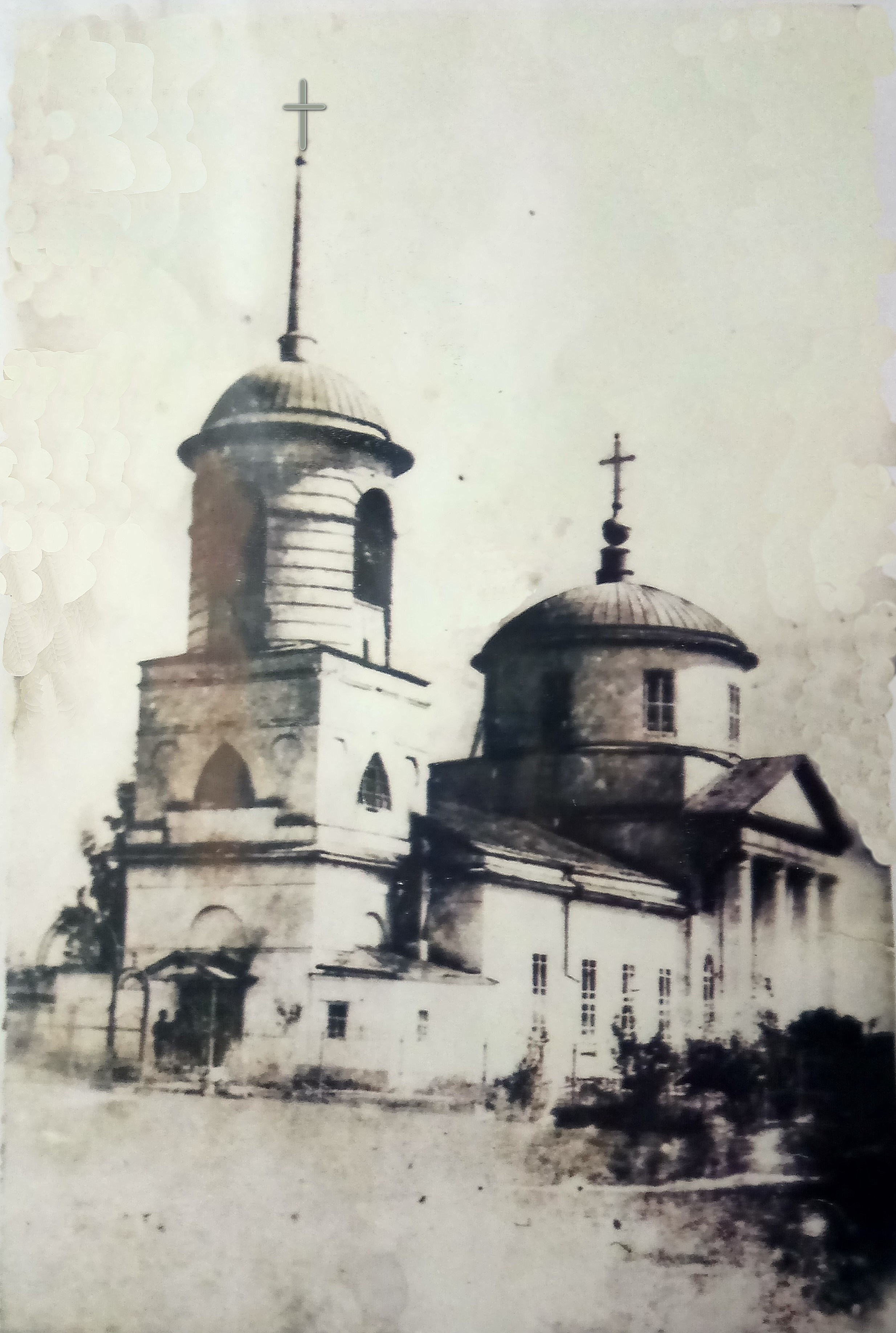

В писцовых книгах 1629—30 годов село Репино значится за Коширянином Афанасием Ивановичем Кропотовым, в селе тогда была церковь Введения во храм Пресвятой Богородицы. По окладным книгам 1676 года в Репине значилась деревянная церковь Введения Пречистой Богородицы. В 1832 году вместо неё на средства Муромского купца Зворыкина был построен в Репине каменный храм с колокольней. Престолов в церкви было два: главный в честь Спаса Нерукотворного образа, в трапезе теплой в честь Введения во храм Пресвятой Богородицы. В конце XIX века приход состоял из села Репина, сельца Минеева, сельца Мишина, деревень: Хлудовой, Комшилова, Костикова, Вологдина, в которых по клировым ведомостям числилось 900 мужчин и 973 женщины. В Репине с 1884 года существовала земская народная школа, учащихся в 1896 году было 54. В годы Советской Власти церковь была полностью разрушена.  
В конце XIX — начале XX века Репино — крупное село в составе Усадской волости Меленковского уезда. 
С 1929 года село являлось центром Репнинского сельсовета в составе Ляховского района. С 1963 года — в составе Меленковского района Владимирской области, позднее вплоть до 2005 года входило в состав Тургеневского сельсовета.

## Население
| 1859 | 1897 | 1905  | 1926  | 2002 | 2010 | 2021 |
| ---- | ---- | ----- | ----- | ---- | ---- | ---- |
| 443  | ↗807 | ↗1087 | ↗1351 | ↘24  | ↗30  | ↗39  |